# Folke Fiskmås
Folke Fiskmås är en karaktär i Kalle Ankas universum. Han är en hemlös skolskolkare, som gärna ger sig ut på äventyr, helst med Knattarna. Han bor ensam vid Ankeborgs järnväg där han ofta jagas av en paragrafpetig järnvägsinspektör vid namn Spårlund.